# 长勺之战
長勺之戰是發生在中國春秋時代齊國與魯國之間的一場戰役，發生於前684年的長勺 （今山东省济南市莱芜区）。此次戰役是繼前685年乾時之戰後齊、魯另一次重要戰役。魯國在此次戰役取得勝利，間接促成數年後齊魯息兵言和。
魯國主將曹劌在此次戰役中的評論被認為是對戰前準備及管理軍隊士氣的重要觀點。

《左傳》對是次戰役有詳細描述，但《史記》〈齊太公世家〉及〈魯周公世家〉均無是次戰役之紀錄。

## 事件詳情

### 背景
齊襄公於前686年年底被公孫無知暗殺，月餘後 (前685年春季) 公孫無知亦被國人所殺。公子糾及公子小白各自從魯國及莒國返國。小白先至即位，是為齊桓公。
魯莊公為護送公子糾回國，與齊軍戰於乾時而大敗，僅以身免。齊國隨後計劃再進攻魯國。

### 戰役經過
前684年初，齊國軍隊進攻魯國。魯人曹劌往見魯莊公，詢問其作戰的理由。魯莊公以平時用度與臣下分享及祭祀時沒有減省祭品為理由，均未被曹劌接納。魯莊公隨後稱自己在司法方面盡量做到合情、公平，曹劌便認為魯「可以一戰」，並獲魯莊公批准隨行督戰。
曹劌在戰場上未有立刻下令與齊軍決戰，待齊軍三次衝擊後方才讓魯軍鳴鼓進攻，齊軍大敗。其後曹劌又阻止魯莊公立刻追擊，在觀察到齊軍旗幟翻倒、車輪軌跡混亂，才下令追擊，最後齊軍被完全趕出魯國國境。
這就是孟子對魏惠王(梁惠王)說的：｢一鼓作氣，再而衰，三而竭｣的來源，也是成語｢一鼓作氣｣的源頭。

### 後續
前684年六月，齊國聯合宋國再次進攻魯國。魯莊公與宋國戰於乘丘，取得大勝。齊國軍隊隨後撤退。次年 (前683年) 五月，宋國伐魯以報乘丘之敗，但魯國再次戰勝。
齊國於前681年與魯國在柯舉行和會。終魯莊公之世齊魯關係相對和睦，齊僅於前675年聯合宋、陳兩國進攻魯國西部。

## 評論
曹劌在戰後分析了戰勝的原因：「一鼓作氣、再而衰、三而竭」，意指軍隊在多次連續戰鬥後，士氣和氣力均會下降。以士氣充盈的軍隊進攻疲弱的敵軍，所以取勝。另外，曹劌亦解釋戰時未有立刻追擊齊軍，原因是擔心齊軍設下埋伏。他在觀察齊軍狀況後，知道齊軍確實是大敗而逃，方才下令追擊。
中國作家瀟水(張守春)在其著作《青銅時代的恐龍戰爭》中認為曹劌在戰役中引入了戰術預備隊的概念，是其帶領魯軍戰勝的「根本原因」。

## 參看

### 外部連結
- 《左傳》魯莊公 （页面存档备份，存于）